# Detlef Ultsch
Detlef Ultsch, född den 7 november 1955 i Sonneberg, Tyskland, är en östtysk judoutövare.
Han tog OS-brons i herrarnas mellanvikt i samband med de olympiska judotävlingarna 1980 i Moskva.